# Hjalmar Hjelt
Hjalmar Hjelt, född 1851 i Karkku, död 1925, var en finländsk botaniker. Han var brorson till Otto Hjelt.
Hjelt blev filosofie magister 1873, lektor i matematik och naturvetenskap vid seminariet i Nykarleby 1878, i matematik och fysik vid lyceet i Vasa 1880, prorektor där 1885, filosofie doktor 1892 samt erhöll professors titel 1921. Hjelt lämnade värdefulla bidrag till kännedomen om Finlands flora, var en av utgivarna av Herbarium Musei fennici (1889), utgav Conspecuts flora fennicae (3 band, 1888-1902), en sammanställning rörande de finska kärlväxternas utbredning, och som inledning till detta arbete Kännedomen om växternas utbredning i Finland (1891).